# Prezzo
Prezzo là một đô thị ở tỉnh Trento ở vùng Trentino-Alto Adige/Südtirol của Ý, tọa lạc cách 40 km về phía tây nam của Trento. Tại thời điểm ngày 31 tháng 12 năm 2004, đô thị này có dân số 202 người và diện tích là 3,8 km².
Prezzo giáp các đô thị: Bersone, Pieve di Bono và Castel Condino.